# Бондарчук Василь Сергійович
Василь Сергійович Бондарчук (нар. 7 жовтня 1984, Сквира, Київська область) — український російськомовний співак.

## Біографія
Народився 7 жовтня 1984 року у місті Сквира Київської області, у сім'ї музиканта.
У 2000 році вступив до Вищого музичного училища імені Рейнгольда Глієра. Другу освіту отримав у Національному авіаційному університеті.
Просування Василя Бондарчука до 2009 року здійснював продюсерський центр «Мама Мюзік». З 2010 до сьогодні — команда Василя Бондарчука: Василь Бондарчук — керівник проєкту, Сергій Хоменок (менеджмент), Олексій Малайний (PR, SMM & Sound), Павел Роменський (Гітара).
2007 зайняв третє місце на національному відборі на пісенний конкурс Євробачення.
Професійно займався гандболом. З дитинства любить малювати.
2013 зайнявся бодібілдінгом, в результаті зайняв 3 місце на чемпіонаті Європи в категорії «Фізікмодель».
Дружина — Катерина Веласкес, співачка, учасниця першої «Фабрики Зірок». Має доньку на ім'я Аріана-Селеста (2008).

## Дискографія
- 2007 — Бомба (студійний альбом).

## Відеографія[1]
- 2007 Серебром (режисер — Євген Тімохін)
- 2007 Бомба
- 2008 Нежная
- 2008 Это бывает с каждым
- 2008 Напополам (спільно з Іриною Білик, режисер — Алан Бадоєв)
- 2008 Я люблю
- 2010 Не надо
- 2011 Небесные слезы (спільно з Лері Вінн, Петро Чорний, MC T])
- 2012 I Don't Know Why (спільно з Дімопулос Санта Янісівна- ex.ВІА Гра)